# ザ・ベストテン 中森明菜 プレミアムBOX
『ザ・ベストテン 中森明菜 プレミアムBOX』（ザ・ベストテン なかもりあきな プレミアムボックス）は、日本の歌手中森明菜のビデオ・アルバム。この映像作品は2012年3月28日にユニバーサルミュージック合同会社より発売された。発売元はTBS (5DVD: POBD-22043/7)。

## 背景
『ザ・ベストテン 中森明菜 プレミアムBOX』は、TBS系音楽番組『ザ・ベストテン』にランクインした中森のシングル全23曲のうち22曲の出演映像を収録し、中森のデビュー30周年を記念した映像作品である。『ザ・ベストテン』出演映像集としては、2000年12月発表のTHE ALFEE、2009年12月発表の山口百恵、2011年3月発表のチェッカーズに続く企画となった。
このDVD-BOXのリリース情報は、2011年12月15日に発表された。この発表とともに、体調不良により2010年10月から活動休止中にあった中森直筆のメッセージも公開され、編集映像のチェック作業には、可能な限り中森自身も関わったと伝えられた。その後、2012年2月2日に、ザ・ベストテンDVDの公式Twitterより、2012年2月29日発売予定であった本作が制作上の理由で発売を延期すると発表、およそ一月後となる2012年3月28日の発売となった。この発売延期を発表した同日には、本作のジャケット写真も公開された。
本作は全5枚組 (5DVD: POBD-22043/7)で、総収録時間は732分（12時間12分）となった。本作の特典には、全72頁のスペシャル・ブックレットが封入された。
本作のティーザー映像はYouTubeのUNIVERSAL MUSIC JAPAN 公式チャンネルにて5本公開された。その第1弾は、2011年12月14日付にアップロードされた。続く2本目が、同年12月21日付に公開された。2012年になり、1月10日付に3本目となるティーザー映像が公開後、同年1月25日付に4本目が公開。同年3月27日付には5本目が公開された。

## ザ・ベストテン
中森が『ザ・ベストテン』でランクインしたシングルは「少女A」、「セカンド・ラブ」、「1⁄2の神話」、「トワイライト -夕暮れ便り-」、「禁区」、「北ウイング」、「サザン・ウインド」、「十戒 (1984)」、「飾りじゃないのよ涙は」、「ミ・アモーレ〔Meu amor é･･･〕」、「赤い鳥逃げた  （「ミ・アモーレ」別歌詞&ラテン・ロング・ヴァージョン）」、「SAND BEIGE -砂漠へ-」、「SOLITUDE」、「DESIRE -情熱-」、「ジプシー・クイーン」、「Fin」、「TANGO NOIR」、「BLONDE」、「難破船」、「AL-MAUJ (アルマージ)」、「TATTOO」、「I MISSED "THE SHOCK"」、「LIAR」の全23曲である。「赤い鳥逃げた」はランクインのみで、歌唱披露はされなかった。
中森がこの番組に初登場した楽曲は、2枚目のシングル「少女A」で、1982年9月16日放送時であった。続く、3枚目のシングル「セカンド・ラブ」が8週連続となる1位を獲得、以降、通算17曲ものシングルを首位に送り込み、歴代1位の記録を獲得した。また、1位獲得週数においても歴代1位となる通算69週という記録を獲得している。1986年発表のシングル「DESIRE -情熱-」では33位から1位へのランクアップを遂げており、番組開始以来となる記録となった。
さらに、毎年末に行われた年間ベストテンでは、1983年の「1⁄2の神話」（年間8位）と「禁区」（年間10位）、1984年の「十戒 (1984)」（年間8位）、1985年の「ミ・アモーレ〔Meu amor é･･･〕」（年間3位）と「SAND BEIGE -砂漠へ-」（年間8位）、1986年の「DESIRE -情熱-」（年間2位）、1987年の「難破船」（年間7位）、1988年の「TATTOO」（年間9位）の通算8曲がランクイン、1983年から1988年の6年連続でランクインしたアーティストは中森だけである。

## 批評
『CDジャーナル』の音楽評論家の鷺沼晶良は本作について、数多くの出演映像の中から中森が『ザ・ベストテン』にて1位を獲得した楽曲だけを先にひとまとめに表していると本作の収録構成について指摘し、この構成を「面白い」と評価した。更に鷺沼は、中森が少女から大人へと成長し、楽曲の度に衣装を大きく変更していった7年に渡る出演映像の記録を「濃密」であると語り、「歌姫の偉業に質・量、ともに圧倒される。」と批評した。

## チャート成績
本作は、2012年4月9日付のオリコン週間ランキングに初登場した。このうち、オリコンDVD音楽週間ランキングでは最高順位9位を記録し、オリコンDVD総合週間ランキングでは最高順位13位を記録した。オリコンDVD総合週間ランキングには、計3週に渡ってランクインしている。

## 収録内容
Disc 1
| #   | タイトル  | 作詞 | 作曲・編曲 | 放送           |
| --- | --------- | ---- | ---------- | -------------- |
| 1.  | 「少女A」 |      |            | 1982年9月16日  |
| 2.  | 「少女A」 |      |            | 1982年9月23日  |
| 3.  | 「少女A」 |      |            | 1982年9月30日  |
| 4.  | 「少女A」 |      |            | 1982年10月7日  |
| 5.  | 「少女A」 |      |            | 1982年10月14日 |
| 6.  | 「少女A」 |      |            | 1982年10月21日 |
| 7.  | 「少女A」 |      |            | 1982年10月28日 |
| 8.  | 「少女A」 |      |            | 1982年11月4日  |
| 9.  | 「少女A」 |      |            | 1982年11月11日 |
| 10. | 「少女A」 |      |            | 1982年11月18日 |
| 11. | 「少女A」 |      |            | 1982年11月25日 |

| #   | タイトル                      | 作詞 | 作曲・編曲 | 放送           |
| --- | ----------------------------- | ---- | ---------- | -------------- |
| 12. | 「セカンド・ラブ」            |      |            | 1982年12月16日 |
| 13. | 「セカンド・ラブ」            |      |            | 1982年12月23日 |
| 14. | 「セカンド・ラブ」            |      |            | 1982年12月30日 |
| 15. | 「セカンド・ラブ」            |      |            | 1983年1月6日   |
| 16. | 「セカンド・ラブ」(トーク)    |      |            | 1983年1月13日  |
| 17. | 「セカンド・ラブ」            |      |            | 1983年1月20日  |
| 18. | 「セカンド・ラブ」            |      |            | 1983年1月27日  |
| 19. | 「セカンド・ラブ」            |      |            | 1983年2月3日   |
| 20. | 「1⁄2の神話」                 |      |            | 1983年3月24日  |
| 21. | 「1⁄2の神話」                 |      |            | 1983年3月31日  |
| 22. | 「1⁄2の神話」(トーク)         |      |            | 1983年4月7日   |
| 23. | 「1⁄2の神話」                 |      |            | 1983年4月14日  |
| 24. | 「1⁄2の神話」                 |      |            | 1983年4月21日  |
| 25. | 「1⁄2の神話」                 |      |            | 1983年4月28日  |
| 26. | 「1⁄2の神話」                 |      |            | 1983年5月5日   |
| 27. | 「トワイライト -夕暮れ便り-」 |      |            | 1983年6月30日  |
| 28. | 「トワイライト -夕暮れ便り-」 |      |            | 1983年7月7日   |

| #   | タイトル                              | 作詞 | 作曲・編曲 | 放送           |
| --- | ------------------------------------- | ---- | ---------- | -------------- |
| 29. | 「セカンド・ラブ」                    |      |            | 1982年12月2日  |
| 30. | 「セカンド・ラブ」                    |      |            | 1982年12月9日  |
| 31. | 「セカンド・ラブ」                    |      |            | 1983年2月10日  |
| 32. | 「セカンド・ラブ」                    |      |            | 1983年2月17日  |
| 33. | 「1⁄2の神話」(トーク)                 |      |            | 1983年3月10日  |
| 34. | 「1⁄2の神話」(歌)                     |      |            | 1983年3月10日  |
| 35. | 「1⁄2の神話」(歌)                     |      |            | 1983年3月17日  |
| 36. | 「1⁄2の神話」                         |      |            | 1983年5月12日  |
| 37. | 「1⁄2の神話」                         |      |            | 1983年5月19日  |
| 38. | 「1⁄2の神話」                         |      |            | 1983年12月29日 |
| 39. | 「トワイライト -夕暮れ便り-」(トーク) |      |            | 1983年6月16日  |
| 40. | 「トワイライト -夕暮れ便り-」(歌)     |      |            | 1983年6月16日  |
| 41. | 「トワイライト -夕暮れ便り-」(歌)     |      |            | 1983年6月23日  |
| 42. | 「トワイライト -夕暮れ便り-」         |      |            | 1983年7月21日  |
| 43. | 「トワイライト -夕暮れ便り-」         |      |            | 1983年7月28日  |
| 44. | 「トワイライト -夕暮れ便り-」         |      |            | 1983年8月11日  |

Disc 2
| #   | タイトル                 | 作詞 | 作曲・編曲 | 放送           |
| --- | ------------------------ | ---- | ---------- | -------------- |
| 1.  | 「禁区」                 |      |            | 1983年9月29日  |
| 2.  | 「禁区」                 |      |            | 1983年10月6日  |
| 3.  | 「禁区」                 |      |            | 1983年10月13日 |
| 4.  | 「禁区」                 |      |            | 1983年10月20日 |
| 5.  | 「禁区」                 |      |            | 1983年10月27日 |
| 6.  | 「禁区」                 |      |            | 1983年11月3日  |
| 7.  | 「禁区」                 |      |            | 1983年11月17日 |
| 8.  | 「北ウイング」           |      |            | 1984年1月19日  |
| 9.  | 「北ウイング」           |      |            | 1984年1月26日  |
| 10. | 「北ウイング」(トーク)   |      |            | 1984年2月2日   |
| 11. | 「北ウイング」           |      |            | 1984年2月9日   |
| 12. | 「北ウイング」           |      |            | 1984年2月16日  |
| 13. | 「サザン・ウインド」     |      |            | 1984年5月17日  |
| 14. | 「サザン・ウインド」     |      |            | 1984年5月24日  |
| 15. | 「十戒 (1984)」          |      |            | 1984年8月16日  |
| 16. | 「十戒 (1984)」          |      |            | 1984年8月23日  |
| 17. | 「十戒 (1984)」          |      |            | 1984年8月30日  |
| 18. | 「十戒 (1984)」          |      |            | 1984年9月6日   |
| 19. | 「十戒 (1984)」          |      |            | 1984年9月13日  |
| 20. | 「飾りじゃないのよ涙は」 |      |            | 1984年12月13日 |

| #   | タイトル                         | 作詞 | 作曲・編曲 | 放送           |
| --- | -------------------------------- | ---- | ---------- | -------------- |
| 21. | 「禁区」                         |      |            | 1983年11月24日 |
| 22. | 「禁区」                         |      |            | 1983年12月1日  |
| 23. | 「禁区」(トーク)                 |      |            | 1983年12月29日 |
| 24. | 「北ウイング」                   |      |            | 1984年3月1日   |
| 25. | 「北ウイング」                   |      |            | 1984年3月8日   |
| 26. | 「北ウイング」                   |      |            | 1984年3月15日  |
| 27. | 「サザン・ウインド」             |      |            | 1984年4月26日  |
| 28. | 「サザン・ウインド」             |      |            | 1984年5月3日   |
| 29. | 「サザン・ウインド」             |      |            | 1984年5月10日  |
| 30. | 「サザン・ウインド」             |      |            | 1984年5月31日  |
| 31. | 「サザン・ウインド」             |      |            | 1984年6月7日   |
| 32. | 「サザン・ウインド」             |      |            | 1984年6月21日  |
| 33. | 「十戒 (1984)」                  |      |            | 1984年9月20日  |
| 34. | 「十戒 (1984)」                  |      |            | 1984年9月27日  |
| 35. | 「十戒 (1984)」(トーク)          |      |            | 1984年10月4日  |
| 36. | 「十戒 (1984)」(トーク)          |      |            | 1984年10月11日 |
| 37. | 「十戒 (1984)」(歌)              |      |            | 1984年10月11日 |
| 38. | 「十戒 (1984)」(歌)              |      |            | 1984年10月4日  |
| 39. | 「十戒 (1984)」                  |      |            | 1984年10月18日 |
| 40. | 「十戒 (1984)」                  |      |            | 1984年10月25日 |
| 41. | 「十戒 (1984)」                  |      |            | 1984年11月1日  |
| 42. | 「十戒 (1984)」                  |      |            | 1984年12月27日 |
| 43. | 「飾りじゃないのよ涙は」         |      |            | 1984年11月29日 |
| 44. | 「飾りじゃないのよ涙は」         |      |            | 1984年12月6日  |
| 45. | 「飾りじゃないのよ涙は」         |      |            | 1984年12月20日 |
| 46. | 「飾りじゃないのよ涙は」         |      |            | 1984年12月27日 |
| 47. | 「飾りじゃないのよ涙は」         |      |            | 1985年1月10日  |
| 48. | 「飾りじゃないのよ涙は」(トーク) |      |            | 1985年1月17日  |
| 49. | 「飾りじゃないのよ涙は」(トーク) |      |            | 1985年1月31日  |
| 50. | 「飾りじゃないのよ涙は」(歌)     |      |            | 1985年1月31日  |
| 51. | 「飾りじゃないのよ涙は」(歌)     |      |            | 1985年1月17日  |

Disc 3
| #  | タイトル                                  | 作詞 | 作曲・編曲 | 放送          |
| -- | ----------------------------------------- | ---- | ---------- | ------------- |
| 1. | 「ミ・アモーレ〔Meu amor é･･･〕」(トーク) |      |            | 1985年4月11日 |
| 2. | 「DESIRE -情熱-」                         |      |            | 1986年2月20日 |
| 3. | 「DESIRE -情熱-」                         |      |            | 1986年2月27日 |
| 4. | 「DESIRE -情熱-」                         |      |            | 1986年3月6日  |
| 5. | 「DESIRE -情熱-」                         |      |            | 1986年3月13日 |
| 6. | 「DESIRE -情熱-」                         |      |            | 1986年3月20日 |
| 7. | 「DESIRE -情熱-」                         |      |            | 1986年3月27日 |
| 8. | 「DESIRE -情熱-」(トーク)                 |      |            | 1986年4月3日  |

| #   | タイトル                                  | 作詞 | 作曲・編曲 | 放送           |
| --- | ----------------------------------------- | ---- | ---------- | -------------- |
| 9.  | 「ミ・アモーレ〔Meu amor é･･･〕」         |      |            | 1985年3月21日  |
| 10. | 「ミ・アモーレ〔Meu amor é･･･〕」         |      |            | 1985年3月28日  |
| 11. | 「ミ・アモーレ〔Meu amor é･･･〕」         |      |            | 1985年4月4日   |
| 12. | 「ミ・アモーレ〔Meu amor é･･･〕」         |      |            | 1985年4月18日  |
| 13. | 「ミ・アモーレ〔Meu amor é･･･〕」         |      |            | 1985年4月25日  |
| 14. | 「ミ・アモーレ〔Meu amor é･･･〕」         |      |            | 1985年5月2日   |
| 15. | 「ミ・アモーレ〔Meu amor é･･･〕」         |      |            | 1985年5月16日  |
| 16. | 「ミ・アモーレ〔Meu amor é･･･〕」         |      |            | 1985年5月30日  |
| 17. | 「ミ・アモーレ〔Meu amor é･･･〕」         |      |            | 1985年6月6日   |
| 18. | 「ミ・アモーレ〔Meu amor é･･･〕」(トーク) |      |            | 1985年7月4日   |
| 19. | 「ミ・アモーレ〔Meu amor é･･･〕」         |      |            | 1985年12月26日 |
| 20. | 「SAND BEIGE -砂漠へ-」                   |      |            | 1985年7月4日   |
| 21. | 「SAND BEIGE -砂漠へ-」                   |      |            | 1985年7月11日  |
| 22. | 「SAND BEIGE -砂漠へ-」                   |      |            | 1985年7月18日  |
| 23. | 「SAND BEIGE -砂漠へ-」                   |      |            | 1985年7月25日  |
| 24. | 「SAND BEIGE -砂漠へ-」                   |      |            | 1985年8月1日   |
| 25. | 「SAND BEIGE -砂漠へ-」                   |      |            | 1985年8月8日   |
| 26. | 「SAND BEIGE -砂漠へ-」                   |      |            | 1985年9月5日   |
| 27. | 「SAND BEIGE -砂漠へ-」                   |      |            | 1985年12月26日 |
| 28. | 「SOLITUDE」                              |      |            | 1985年10月24日 |
| 29. | 「SOLITUDE」                              |      |            | 1985年10月31日 |
| 30. | 「SOLITUDE」                              |      |            | 1985年11月14日 |
| 31. | 「SOLITUDE」                              |      |            | 1985年11月21日 |
| 32. | 「SOLITUDE」                              |      |            | 1985年11月28日 |
| 33. | 「SOLITUDE」                              |      |            | 1985年12月5日  |
| 34. | 「SOLITUDE」                              |      |            | 1985年12月12日 |
| 35. | 「DESIRE -情熱-」                         |      |            | 1986年4月17日  |
| 36. | 「DESIRE -情熱-」                         |      |            | 1986年5月1日   |
| 37. | 「DESIRE -情熱-」                         |      |            | 1986年5月8日   |
| 38. | 「DESIRE -情熱-」(トーク)                 |      |            | 1986年6月26日  |
| 39. | 「DESIRE -情熱-」                         |      |            | 1986年12月25日 |

Disc 4
| #   | タイトル               | 作詞 | 作曲・編曲 | 放送           |
| --- | ---------------------- | ---- | ---------- | -------------- |
| 1.  | 「ジプシー・クイーン」 |      |            | 1986年6月19日  |
| 2.  | 「ジプシー・クイーン」 |      |            | 1986年6月26日  |
| 3.  | 「ジプシー・クイーン」 |      |            | 1986年7月10日  |
| 4.  | 「Fin」                |      |            | 1986年10月16日 |
| 5.  | 「Fin」                |      |            | 1986年10月23日 |
| 6.  | 「Fin」(トーク)        |      |            | 1986年10月30日 |
| 7.  | 「TANGO NOIR」         |      |            | 1987年2月19日  |
| 8.  | 「TANGO NOIR」         |      |            | 1987年2月26日  |
| 9.  | 「TANGO NOIR」(トーク) |      |            | 1987年3月5日   |
| 10. | 「TANGO NOIR」         |      |            | 1987年3月12日  |
| 11. | 「TANGO NOIR」(トーク) |      |            | 1987年3月19日  |
| 12. | 「BLONDE」             |      |            | 1987年6月25日  |
| 13. | 「BLONDE」             |      |            | 1987年7月2日   |
| 14. | 「BLONDE」(トーク)     |      |            | 1987年7月9日   |
| 15. | 「難破船」             |      |            | 1987年10月22日 |
| 16. | 「難破船」             |      |            | 1987年10月29日 |
| 17. | 「難破船」(トーク)     |      |            | 1987年11月5日  |
| 18. | 「難破船」             |      |            | 1987年11月12日 |
| 19. | 「難破船」(トーク)     |      |            | 1987年11月19日 |

| #   | タイトル               | 作詞 | 作曲・編曲 | 放送           |
| --- | ---------------------- | ---- | ---------- | -------------- |
| 20. | 「ジプシー・クイーン」 |      |            | 1986年6月12日  |
| 21. | 「ジプシー・クイーン」 |      |            | 1986年7月3日   |
| 22. | 「ジプシー・クイーン」 |      |            | 1986年7月17日  |
| 23. | 「ジプシー・クイーン」 |      |            | 1986年7月24日  |
| 24. | 「Fin」                |      |            | 1986年10月9日  |
| 25. | 「Fin」                |      |            | 1986年11月6日  |
| 26. | 「Fin」(トーク)        |      |            | 1986年11月13日 |
| 27. | 「Fin」(トーク)        |      |            | 1986年11月20日 |
| 28. | 「Fin」(歌)            |      |            | 1986年11月27日 |
| 29. | 「Fin」(歌)            |      |            | 1986年11月20日 |
| 30. | 「BLONDE」             |      |            | 1987年7月16日  |
| 31. | 「BLONDE」             |      |            | 1987年7月23日  |
| 32. | 「BLONDE」             |      |            | 1987年7月30日  |
| 33. | 「難破船」(トーク)     |      |            | 1987年10月15日 |
| 34. | 「難破船」(トーク)     |      |            | 1987年11月26日 |
| 35. | 「難破船」(歌)         |      |            | 1987年10月15日 |
| 36. | 「難破船」(歌)         |      |            | 1987年11月26日 |
| 37. | 「難破船」             |      |            | 1987年12月10日 |
| 38. | 「難破船」             |      |            | 1987年12月17日 |
| 39. | 「難破船」             |      |            | 1987年12月24日 |
| 40. | 「難破船」(トーク)     |      |            | 1987年12月24日 |

Disc 5
| #  | タイトル                         | 作詞 | 作曲・編曲 | 放送          |
| -- | -------------------------------- | ---- | ---------- | ------------- |
| 1. | 「AL-MAUJ (アルマージ)」         |      |            | 1988年2月18日 |
| 2. | 「AL-MAUJ (アルマージ)」(トーク) |      |            | 1988年2月25日 |
| 3. | 「AL-MAUJ (アルマージ)」         |      |            | 1988年3月3日  |
| 4. | 「TATTOO」                       |      |            | 1988年6月16日 |
| 5. | 「TATTOO」                       |      |            | 1988年6月23日 |

| #   | タイトル                         | 作詞 | 作曲・編曲 | 放送           |
| --- | -------------------------------- | ---- | ---------- | -------------- |
| 6.  | 「AL-MAUJ (アルマージ)」         |      |            | 1988年2月11日  |
| 7.  | 「AL-MAUJ (アルマージ)」         |      |            | 1988年3月10日  |
| 8.  | 「AL-MAUJ (アルマージ)」         |      |            | 1988年3月17日  |
| 9.  | 「AL-MAUJ (アルマージ)」         |      |            | 1988年3月31日  |
| 10. | 「TATTOO」                       |      |            | 1988年6月2日   |
| 11. | 「TATTOO」                       |      |            | 1988年6月9日   |
| 12. | 「TATTOO」                       |      |            | 1988年6月30日  |
| 13. | 「TATTOO」                       |      |            | 1988年7月7日   |
| 14. | 「TATTOO」                       |      |            | 1988年7月14日  |
| 15. | 「TATTOO」                       |      |            | 1988年7月21日  |
| 16. | 「TATTOO」                       |      |            | 1988年7月28日  |
| 17. | 「TATTOO」(トーク)               |      |            | 1988年12月29日 |
| 18. | 「I MISSED "THE SHOCK"」         |      |            | 1988年11月17日 |
| 19. | 「I MISSED "THE SHOCK"」         |      |            | 1988年12月1日  |
| 20. | 「I MISSED "THE SHOCK"」         |      |            | 1988年12月8日  |
| 21. | 「I MISSED "THE SHOCK"」         |      |            | 1988年12月15日 |
| 22. | 「I MISSED "THE SHOCK"」         |      |            | 1988年12月22日 |
| 23. | 「I MISSED "THE SHOCK"」         |      |            | 1988年12月29日 |
| 24. | 「I MISSED "THE SHOCK"」(トーク) |      |            | 1989年1月5日   |
| 25. | 「LIAR」                         |      |            | 1989年5月11日  |
| 26. | 「LIAR」                         |      |            | 1989年6月8日   |
| 27. | 「LIAR」(トーク)                 |      |            | 1989年5月18日  |
| 28. | 「LIAR」(トーク)                 |      |            | 1989年6月22日  |
| 29. | 「LIAR」(歌)                     |      |            | 1989年6月1日   |
| 30. | 「LIAR」(歌)                     |      |            | 1989年5月18日  |
| 31. | 「LIAR」(歌)                     |      |            | 1989年6月22日  |

## クレジット
『ザ・ベストテン 中森明菜 プレミアムBOX』のライナー・ノーツより
| 出演 - 中森明菜 - 黒柳徹子 - 久米宏 - 生島ヒロシ - 小西博之 - 松下賢次 - 渡辺正行 番組スタッフ - プロデューサー - 今里照彦 - 久保嶋教生 - 山田修爾 - 斎藤薫 - ディレクター - 滝本裕雄 - 田代誠 - 石川眞実 - 遠藤環 - 宇都宮荘太郎 - 狩野敬 - 三田村泰宏 - 高田卓哉 - 海部正樹 - 村上研介 - 大崎幹 - 小野寺廉 | DVDスタッフ - 企画 - 渡辺香 (TBS) - 映像制作 - 山田修爾（キャスト・プラス） - プロデューサー - 坂本香、小玉滋彦、安倍純子 (TBS) - アシスタント・プロデューサー - 小池綾子、善本直樹（TBSサービス） - ディレクター - 唐牛道雄（TBSトライメディア） - 構成 - 野村正浩 - プロダクションコーディネイト - 山田斉（東通） - 編集 - 内海大助、紀伊正志、大塚直哉 - MA - 渡邊剛盛（サウンド ユニバース）、木津雄大（サウンド ユニバース） - 音響効果 - 伊藤誠（アックス） - 制作進行 - 細川勇一（TBSサービス） - オーサリング - 萩原敬司、百鳥麻希（TBSサービス） - ジャケットデザイン - 中島裕次、三大寺富久恵（アドビジョン） - セットデザイン・スケッチ - 橘野永 - 協力 - 研音、ワーナーミュージック・ジャパン、FAITHWAY - 宣伝・販売 - ユニバーサルミュージック合同会社 |

## 参照
1. 1 2 3  “ザ・ベストテン/中森明菜 プレミアムDVD-BOX（TBSオリジナル特典付き・送料無料）”.   TBSテレビ. 2012年1月26日時点のオリジナルよりアーカイブ。2012年4月10日閲覧。
2. 1 2  “DVD音楽 週間ランキング-ORICON STYLE ランキング”.  オリコン. 2012年4月25日時点のオリジナルよりアーカイブ。2012年4月28日閲覧。
3. 1 2 3 4 5 6 7  『ザ・ベストテン 中森明菜 プレミアムBOX』（5DVD）中森明菜、ユニバーサルミュージック合同会社、2012年3月28日。POBD-22043/7。
4. 1 2 3 4 5 6  “中森明菜、『ベストテン』DVD発売に「やったねぇ!」 ニュース-RANKING NEWS”.   オリコン (2011年12月15日). 2013年5月1日時点のオリジナルよりアーカイブ。2012年3月28日閲覧。
5. 1 2 3 4 5  “中森明菜 : 中森明菜の『ザ・ベストテン』映像がDVD-BOXに。「昔の自分……自分でも 好き……」 / BARKS ニュース”.  BARKS (2011年12月15日). 2012年8月2日時点のオリジナルよりアーカイブ。2012年3月28日閲覧。
6. ↑  ASIN B00005HQJ0, ザ・ベストテン&「ある日ィ突然」complete edition 2000 (2000年12月22日) 2012年3月28日閲覧。
7. ↑  “ザ・ベストテン/山口百恵 完全保存版 DVD-BOX（TBSオリジナル特典付き・送料無料）”.  TBSテレビ. 2012年1月20日時点のオリジナルよりアーカイブ。2012年3月28日閲覧。
8. ↑  “ザ・ベストテン/チェッカーズ 永久保存版 DVD-BOX（TBSオリジナル特典付き・送料無料）”.   TBSテレビ. 2011年1月26日時点のオリジナルよりアーカイブ。2012年3月28日閲覧。
9. ↑  “Twitter / @the_best_ten: ベストテン＠中森明菜 『ザ・ベストテン中森明菜プレミ ...”. ザ・ベストテン @the_best_ten.  Twitter (2011年12月15日). 2012年3月28日閲覧。[リンク切れ]
10. ↑  “WebCite query result”. DVD5枚組 発売決定!!.   Nakamoriakina.com (2011年12月15日). 2011年12月17日時点のオリジナルよりアーカイブ。2012年3月28日閲覧。
11. ↑  “休養中の明菜が直筆メッセージ!”.  テレビ朝日 (2011年12月15日). 2011年12月16日時点のオリジナルよりアーカイブ。2012年3月28日閲覧。
12. ↑  “Twitter / @the_best_ten: ベストテン@中森明菜 発売日変更のお知らせ。 201 ...”. ザ・ベストテン @the_best_ten.   Twitter (2012年2月2日). 2012年3月28日閲覧。[リンク切れ]
13. ↑  “Twitter / @the_best_ten: ベストテン@中森明菜 【新発売日】2012年3月28 ...”. ザ・ベストテン @the_best_ten.   Twitter (2012年2月2日). 2012年3月28日閲覧。[リンク切れ]
14. ↑  “Twitter / @the_best_ten: ベストテン@中森明菜 発売日変更の告知をさせて頂きま ...”. ザ・ベストテン @the_best_ten.   Twitter (2012年2月2日). 2012年3月28日閲覧。[リンク切れ]
15. ↑  “中森明菜 - 「ザ・ベストテン 中森明菜 プレミアムBOX」(Teaser Part1) - YouTube”. ユニバーサルミュージック合同会社.  YouTube (2011年12月14日). 2012年3月28日閲覧。
16. ↑  “中森明菜 - 「ザ・ベストテン 中森明菜 プレミアムBOX」(Teaser Part2) - YouTube”. ユニバーサルミュージック合同会社.   YouTube (2011年12月21日). 2012年3月28日閲覧。
17. ↑  “中森明菜 - 「ザ・ベストテン 中森明菜 プレミアムBOX」(Teaser Part3) - YouTube”. ユニバーサルミュージック合同会社.   YouTube (2012年1月10日). 2012年3月28日閲覧。
18. ↑  “中森明菜 - 「ザ・ベストテン 中森明菜 プレミアムBOX」(Teaser Part4) - YouTube”. ユニバーサルミュージック合同会社.   YouTube (2012年1月25日). 2012年3月28日閲覧。
19. ↑  “中森明菜 - 「ザ・ベストテン 中森明菜 プレミアムBOX」(Teaser Part5) - YouTube”. ユニバーサルミュージック合同会社.   YouTube (2012年3月27日). 2012年3月29日閲覧。
20. ↑  別冊ザテレビジョン ザ・ベストテン 2004、17頁
21. 1 2  別冊ザテレビジョン ザ・ベストテン 2004、132頁
22. ↑  別冊ザテレビジョン ザ・ベストテン 2004、91頁
23. ↑  別冊ザテレビジョン ザ・ベストテン 2004、93頁
24. 1 2  別冊ザテレビジョン ザ・ベストテン 2004、190頁
25. ↑  別冊ザテレビジョン ザ・ベストテン 2004、141頁
26. ↑  別冊ザテレビジョン ザ・ベストテン 2004、104頁
27. ↑  別冊ザテレビジョン ザ・ベストテン 2004、128頁
28. ↑  別冊ザテレビジョン ザ・ベストテン 2004、138頁
29. ↑  別冊ザテレビジョン ザ・ベストテン 2004、148頁
30. ↑  別冊ザテレビジョン ザ・ベストテン 2004、158頁
31. ↑  別冊ザテレビジョン ザ・ベストテン 2004、168頁
32. 1 2  鷺沼晶良「New Discs 今月の推薦盤 CD&DVD厳選レビュー!」『CDジャーナル 2012年5月号』第56巻第5号、音楽出版社、2012年5月1日、85頁。
33. ↑  “DVD総合 週間ランキング-ORICON STYLE ランキング”.   オリコン. 2012年4月27日時点のオリジナルよりアーカイブ。2012年4月28日閲覧。
34. 1 2  “ザ・ベストテン 中森明菜 プレミアムBOX 中森明菜のプロフィールならオリコン芸能人事典”.   オリコン. 2012年4月28日閲覧。